# ديفيد تيرنبول
ديفيد تيرنبول (بالإنجليزية: David Turnbull)‏ (و. 1915 – 2007 م) هو كيميائي، وفيزيائي، ومهندس، وخبير بالمعادن، وعالم مواد ‏، وأستاذ جامعي من الولايات المتحدة الأمريكية . ولد في كيواني . وكان عضواً في الأكاديمية الوطنية للعلوم، والأكاديمية الأمريكية للفنون والعلوم .
توفي في كامبريدج (ماساتشوستس) ، عن عمر يناهز 92 عاماً.

## التعليم
تعلم في جامعة إلينوي ‏

## مناصب وهيئات
أدار جامعة هارفارد.